# 952 Caia
A 952 Caia (ideiglenes jelöléssel 1916 S61) a Naprendszer kisbolygóövében található aszteroida. Grigory Neujmin fedezte fel 1916. október 27-én.